# Болт (зброя)

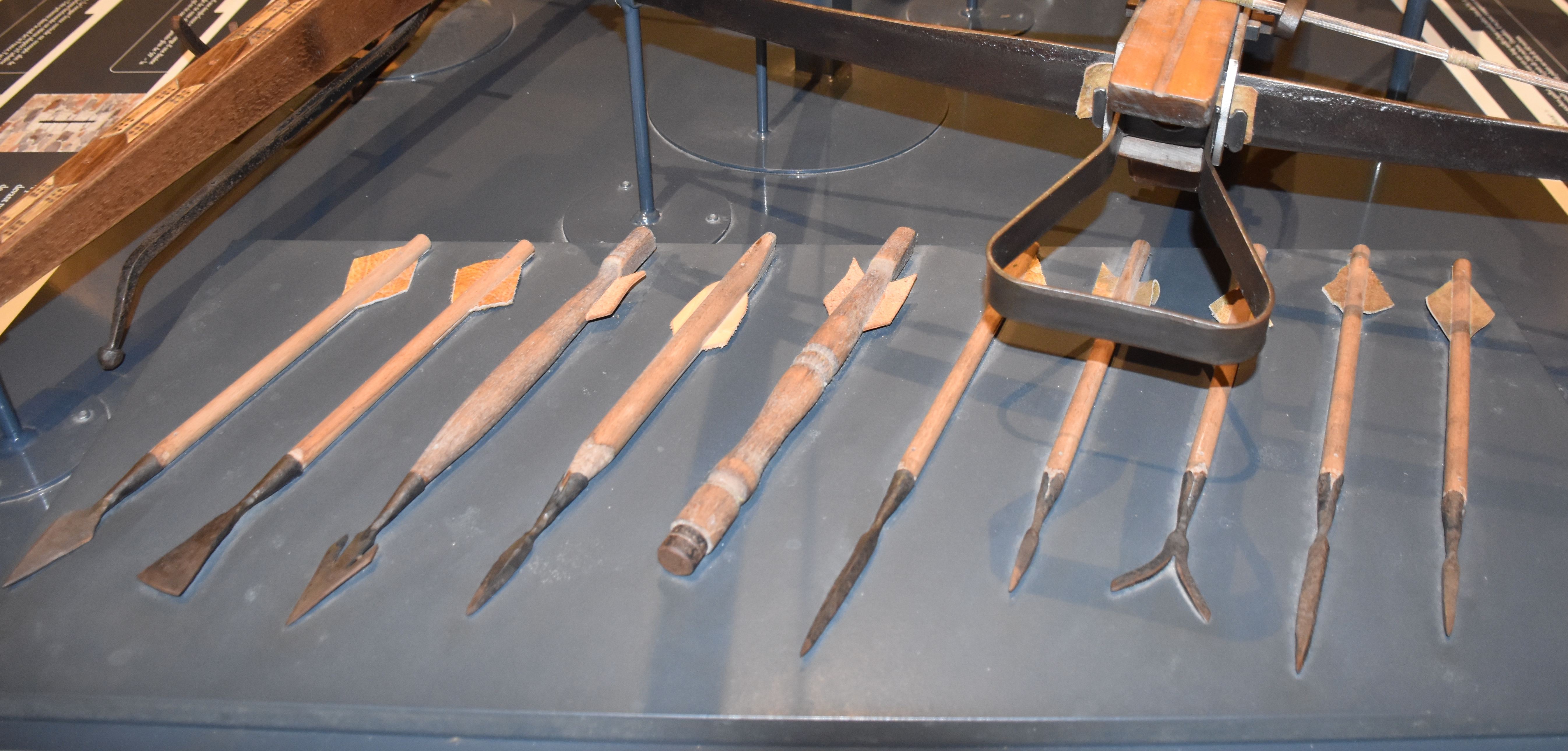
Різні види болтів

Болт (англ. bolt, quarrel, фр. carreau) — боєприпас для стрільби з арбалета (самостріла). Болт — це коротка і часто товста стріла завдовжки 30-40 см. Розміри арбалетів можуть досягати довжини 80 см. Іноді болти мали оперення, але вирізу для тятиви на торці зазвичай не було. Стріли для арбалетів або самострілів на Русі традиційно називали «болти самострільні».
Наконечники болтів поділяються на втульчасті і черешкові. Приблизно з початку XIV в. втульчаті витісняють черешкові, як міцніші і з надійнішим кріпленням до держака. Втульчасті кріпилися ще й парою цвяшків. Всі бойові арбалетні наконечники «бронебійні». Зазвичай вони грубо зроблені. Вага арбалетних наконечників значно перевищує вагу наконечників звичайних стріл і складає від 18-30 до 30-50 г проти звичайних наконечників, які в середньому важили 9 грамів. Але деякі важать і до 200 г. Всі розміри арбалетних наконечників також перевершують розміри звичайних. Причому давніші наконечники XI—XIII ст. менш масивні, ніж пізні в XIV—XV вв. Такі зміни відповідали змінам в захисному озброєнні. У перетині наконечники болтів квадратні (звідси і назви quarrel і carreau — від французького слова, що означає «квадрат»), ромбоподібні або рідше трикутні або круглі. Малася і тенденція заміни гострокутної форми на ромбічну, оскільки перші краще пробивали кольчугу, а другі — пластинчастий обладунок, який все більш домінував з XIV в. На відміну від Русі, в Західній Європі широко застосовувалися і запальні болти. Вони забезпечувалися наконечниками з двома або одним гострими шипами, щоб чіплялися за дахи будинків, а не падали на землю.
Останній раз військові арбалети на Русі згадуються в документі 1486 році. В західній Європі вони використовувалися довше.
Мисливські арбалетні наконечники зроблені більш ретельно і мають інші форми. На Заході по великому звірі використовували загострені і важкі наконечники. Для хутрового звіра — з тупими, хрестоподібно розсіченими торцями. Для птиці — круглі тупі. Для підрізання сухожиль тварин використовували зрізні з прямим або напівмісячним лезом.
Стріли для китайських багатозарядних арбалетів «чу-ко-ну» (chu-ko-nu) XIX століття також мають зазвичай наконечники квадратного перетину.
Порівняно велика кількість наконечників арбалетних стріл, знайдених на городищі 14 ст. у Зеленій Липі, підтверджує, то арбалет на Русі в XII—XIV ст. переважно використовувався у фортечній та облоговій війні. При цьому арбалети у масовій кількості застосовувалися під час захисту стаціонарних фортифікацій. Однак градація в розмірах і вазі наконечників чітко свідчать, що воїни мали на озброєнні арбалети різної потужності і типу. Так, стріли з важкими наконечниками (50-70 г) застосовувалися для стрільби з арбалетів, сила натягування яких була не менше 400 кг і належала до типу «a tour». Цей тип арбалета складався з дерев'яного ложа із залізним луком, натягувався за допомогою спеціального поліспастного блока, на Русі його називали «коловоротом». Арбалети цього типу масово з'являються на озброєнні європейських військ в XIV ст. і продовжували використовуватися у наступному столітті.